# Tretoscopa polycentra
Tretoscopa polycentra is een vlinder uit de familie zakjesdragers (Psychidae). De wetenschappelijke naam van deze soort is voor het eerst geldig gepubliceerd in 1916 door Meyrick.